# Sam Reinhart
Sam Reinhart (6 novembre 1995) è un hockeista su ghiaccio canadese.

## Carriera
Dal 2010 al 2014 è stato un giocatore dei Kootenay Ice in WHL. 
Nel 2014-2015 è approdato in NHL con i Buffalo Sabres. Dopo una nuova parentesi ai Kootenay Ice, ha giocato con gli Rochester Americans (2014-2015) in AHL, prima di far ritorno in NHL, sempre con i Buffalo Sabres (dal 2015).

## Palmarès

### Club
- Stanley Cup: 1

Florida Panthers: 2023-2024

### Mondiali
- 1 medaglia:
  - 1 oro (Russia 2016)